# Armand Peschard-Sverdrup
Armand Peschard-Sverdrup (Ciudad de México, siglo XX) es un politólogo, escritor y especialista en política exterior mexicano-canadiense-estadounidense. Fundó la firma de políticas Peschard Sverdrup International en 2004. Antes de su trabajo en PS International, fue ampliamente reconocido como uno de los principales expertos mundiales en relaciones internacionales mexicanas. Escribió numerosos textos académicos y documentos de política sobre el tema mientras se desempeñaba como director del Programa de México en el Centro de Estudios Estratégicos e Internacionales.

## Primeros años
Peschard-Sverdrup nació en la Ciudad de México; es de ascendencia francesa, sueca y noruega. Creció en Ottawa, Canadá y se convirtió en ciudadano canadiense. Se casó en Washington D. C. y posteriormente obtuvo la ciudadanía estadounidense. Recibió un título conjunto en ciencias políticas y economía de la Universidad de Carleton en Ottawa, Canadá. Completó sus estudios de posgrado en la Escuela de Servicio Exterior de la Universidad de Georgetown.

## Carrera

### Como investigador
Reconocido como uno de los principales expertos mundiales en relaciones internacionales mexicanas, Peschard-Sverdrup comenzó en el Centro de Estudios Estratégicos e Internacionales como asistente de investigación enfocándose principalmente en comercio e inversión, seguridad, economía y política. Eventualmente ascendió para dirigir el Programa México del CSIS, donde amplió el énfasis del departamento en la relación bilateral entre Estados Unidos y México.
Peschard continúa como un distinguido asociado sénior no residente en CSIS.

### Como consultor
Peschard-Sverdrup fundó la consultora internacional PS International en 2004. Luego de varios años enfocándose exclusivamente en México para clientes del sector privado, Peschard-Sverdrup y su firma se expandieron globalmente, abriendo oficinas en Atlanta y Buenos Aires, además de su primera oficina en Ciudad de México.
Desde la fundación de PS International, Peschard-Sverdrup ha desarrollado experiencia en evaluaciones de riesgos operativos, estrategias de gestión y mitigación de riesgos, diligencia debida para fusiones y adquisiciones y financiamiento de capital privado e inteligencia comercial.

### Como escritor
Peschard-Sverdrup ha escrito varios textos importantes sobre las relaciones bilaterales entre Estados Unidos y México. Han recibido evaluaciones abrumadoramente positivas de expertos en políticas estadounidenses, incluido Thomas F. McLarty, así como James Baker III, quien escribió sobre el trabajo coautor de Peschard de 2005, Mexican Governance: From Single-Party Rule to Divided Government:
"Al narrar lo bueno y lo malo de la revolución contemporánea en México, Armand Peschard-Sverdrup y Sara Rioff han compilado un libro que examina de manera experta la evolución de un país de gran importancia para los Estados Unidos a medida que los dos países se dirigen al siglo XXI".

## Obra seleccionada
- El futuro de América del Norte, 2025: perspectivas y recomendaciones (Centro de Estudios Estratégicos e Internacionales, 2008), ISBN 978-0892065202
- Gobernabilidad mexicana: del gobierno de partido único al gobierno dividido (Centro de Estudios Estratégicos e Internacionales, 2005), ISBN 978-0892064571
- Manejo de aguas transfronterizas México-Estados Unidos: El caso del Río Grande/Río Bravo (Centro de Estudios Estratégicos e Internacionales, 2003), ISBN 978-0892064243
- Pronosticando la Transición Democrática de México: Escenarios para Hacedores de Políticas (Centro de Estudios Estratégicos e Internacionales, 2003), ISBN 978-0892064380
- Nuevos Horizontes en las Relaciones México-Estados Unidos: Recomendaciones para los Hacedores de Políticas (Centro de Estudios Estratégicos e Internacionales, 2001), ISBN 978-0892063970
- The New North America: A Guide to Relations with Canada and Mexico (Documentos de política sobre las Américas) (Centro de Estudios Estratégicos e Internacionales, 1997).